# Friedrich Loeffler
Friedrich August Johannes Löffler (1852 - 1915) a fost un medic și bacteriolog german.

## Viața
Friedrich Löffler s-a născut la Frankfurt-am-Oder, Prusia. A studiat medicina la Universitatea din Würzburg. În 1888 este numit profesor de igienă și istorie a medicinii la Universitatea din Greifswald. 

## Activitatea științifică
Acesta a fost unul din coautorii  Postulatelor lui Koch. Alte merite importante al acestuia ar fi descoperirea microorganismelor, ce declanșează difteria și pestă porcină.  

## Lucrări
- Berichte der Kommission zur Erforschung der Maul- und Klauenseuche bei dem Institut für Infektionskrankheiten in Berlin.